# Tympanocryptis pentalineata
Tympanocryptis pentalineata — вид ігуаноподібних ящірок родини агамових (Agamidae). Ендемік Австралії.

## Поширення і екологія
Tympanocryptis pentalineata відомі з типової місцевості, розташованої за 50 км на південний захід від Нормантона на півночі Квінсленду. Вони живуть на заплавних луках, порослих травою і невисокими чагарниками.